# Луций Лукреций Трион
Луций Лукреций Трион (на латински: Lucius Lucretius Trio) от фамилията Лукреции, e магистър на Монетния двор на Римската република през 76 – 74 пр.н.е.
През 76 – 74 пр.н.е. той сече денари в Рим, два от които днес се намират в музея на Бостън (Museum of Fine Arts).
- Lucretia 2: Сол Инвиктус
- Lucretia 3: Нептун